# Статистичний графік
Статистичні графіки — графіки, які використовують у статистиці для візуалізації кількісних даних.

## Огляд
У той час, як статистика та процедури аналізу даних зазвичай видають свої результати у числовій або табличній формі, графічні прийоми дозволяють зобразити такі результати у певній графічній формі. Вони включають графіки, такі як  діаграми розсіювання, гістограми, графіки розподілу ймовірності, спагеті-діаграми, графіки залишків, коробкові графіки, блокові діаграми та подвійні графіки.
Розвідувальний аналіз даних значною мірою покладається на такі прийоми. Вони також дають уявлення про набір даних, допомагаючи у тестуванні припущень, обиранні моделі і перевірці регресійної моделі, виборі оцінок, ідентифікації зв'язків, визначенні впливу факторів і виявленні викидів. Крім того, вибір відповідних статистичних графіків робить переконливим основне повідомлення, яке випливає з даних, під час комунікації його до аудиторії.
Графічні статистичні методи мають чотири цілі:
- Дослідження вмісту набору даних
- Пошук структури даних
- Перевірка припущень статистичних моделей
- Комунікація результатів аналізу.

Якщо статистичні графіки не використовують, то втрачається розуміння одного або більше аспектів внутрішньої структури даних.

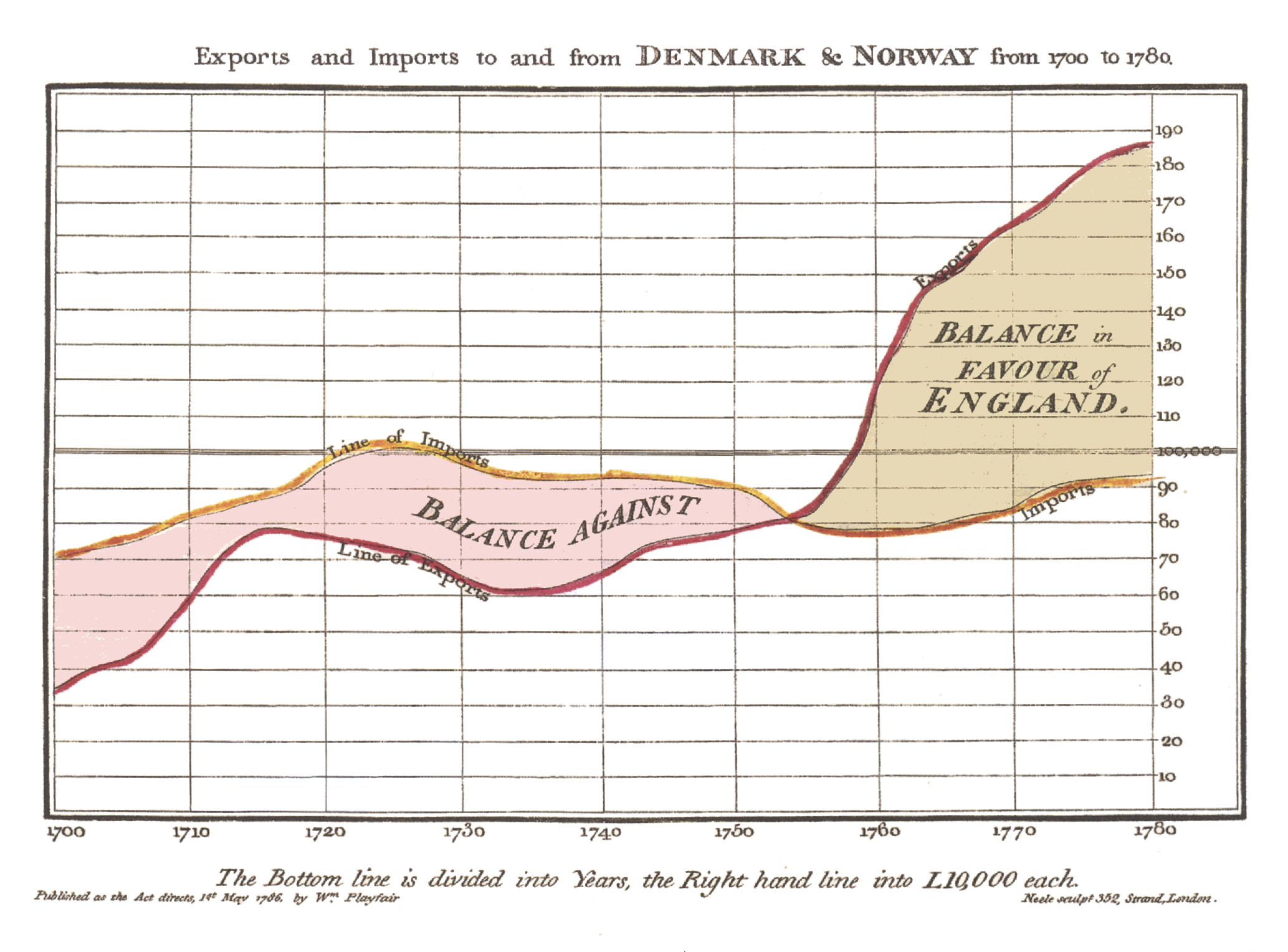
Графік часового ряду торгового балансу Вільяма Плейфера, опублікований у його роботі «Комерційний і політичний атлас», 1786

Полярна діаграма Флоренс Найтінгейл, що зображує причини смертності у Кримській війні, 1857.

Точкова мапа випадків холери Джона Сноу, 1854.

Інформаційний графік втрат французької армії у російській кампанії 1812–1813 років Чарльза Йозефа Мінарда, 1869

## Історія
Статистичні графіки займають центральне місце у розвитку науки і застосовувались у найбільш ранніх спробах аналізу даних. Багато знайомих форм таких графіків, зокрема двовимірні графіки, статистичні мапи, стовпчикові діаграми, а також міліметровий папір використовували ще у XVIII столітті. Статистичні графіки розвинулись через увагу до таких чотирьох проблем:
- Просторова організація у XVII і XVIII столітті
- Дискретне порівняння в XVIII і на початку XIX століття
- Безперервний розподіл у XIX столітті
- Багатовимірний розподіл і кореляція наприкінці XIX і в XX столітті.

З 1970-х статистичні графіки відродилися як важливий аналітичний інструмент на фоні прогресу у комп'ютерній графіці та пов'язаних з нею технологіях.

## Приклади
Відомі графіки створили:
- Вільям Плейфер опублікував у 1796-му те, що можна назвати першою секторною діаграмою, яка зображає еволюцію англійського імпорту та експорту,
- Флоренс Найтінгейл використовувала статистичні графіки, щоб переконати британський уряд поліпшити гігієну в армії,
- Джон Сноу графічно зобразив випадки смертей від холери у Лондоні у 1854-му, щоб виявити джерело захворювання,
- Чарльз Йозеф Мінард створив велике портфоліо мап, найвідомішою з яких є мапа кампанії Наполеона у Росії.